# Aqchah
Aqcha ou Akcha est une ville de la province de Djôzdjân dans le nord de l'Afghanistan, située à environ 50 kilomètres à l'est de Sheberghan et 100 kilomètres à l'ouest de Mazar-e-Sharif.